# Жогаргы Егинсу
Жогаргы Егинсу (каз. Жоғарғы Егінсу, до 199? г. — 1 Мая) — село в Урджарском районе Абайской области Казахстана. Административный центр и единственный населённый пункт Жогаргы Егинсуского сельского округа. Код КАТО — 636477100.

## Население
В 1999 году население села составляло 1764 человека (907 мужчин и 857 женщин). По данным переписи 2009 года, в селе проживали 1323 человека (688 мужчин и 635 женщин).